# Innoptus Solar Team
Het Innoptus Solar Team, tot januari 2023 bekend als Agoria Solar Team en tot februari 2019 bekend als Punch Powertrain Solar Team, is een team van ingenieursstudenten van de Belgische universiteit KU Leuven uit Leuven. Het doel van het project is het bouwen van een zonnewagen om deel te nemen aan de World Solar Challenge, een race voor zonnewagens in Australië. Het team heeft 15 maanden de tijd voor het ontwikkelen en bouwen van de nieuwe zonnewagen.
In 2019 werd het Agoria Solar Team eerste op de World Solar Challenge in de challengerklasse met de achtste Belgische zonnewagen, de BluePoint. In de twee daaropvolgende jaren werd het team even veel keer Europees kampioen op de iLumen European Solar Challenge. De meest recente zonnewagen van het team is de BluePoint Atlas, de negende Belgische zonnewagen. Met de Atlas nam het Belgische team deel aan de Solar Challenge Morocco 2021, een vijfdaagse wedstrijd doorheen de Marokkaanse Sahara en langsheen het Atlasgebergte. Ze behaalden er de tweede plaats.

## Het team
Het team bestaat uit 31 personen. De geselecteerden zijn ingenieursstudenten van de KU Leuven, zowel burgerlijk ingenieurs, industrieel ingenieurs als handelsingenieurs. Ze focussen zich op het ontwerpen, bouwen en verbeteren van de zonnewagen. De huidige voorzitter van het team is Emma Stalmans. 

## Races

### World Solar Challenge
Het team deed reeds negen keer mee aan de World Solar Challenge:
- In 2005 met de Umicar One, gefinisht op de 10de plaats.
- In 2007 met de Umicar Infinity, gefinisht op de 2de plaats.
- In 2009 met de Umicar Inspire, niet gefinisht.
- In 2011 met de Umicar Imagine, gefinisht op de 11de plaats.
- In 2013 met de Indupol One, gefinisht op de 6de plaats. Het team won ook de Innovatieprijs voor de 3D-geprinte batterijstructuur waardoor de batterij makkelijker kon afkoelen.
- In 2015 met de Punch One, gefinisht op de 5de plaats.
- In 2017 met de Punch Two, gefinisht op de 3de plaats. Het team won ook de Innovatieprijs voor het vierwielbesturing en het crabbing systeem. Dankzij dit systeem kon de Punch Two zich schuin op de weg plaatsen en zo als het ware zeilen op de zijwind.Met de BluePoint heeft het team zowel het Europees als het wereldkampioenschap gewonnen.

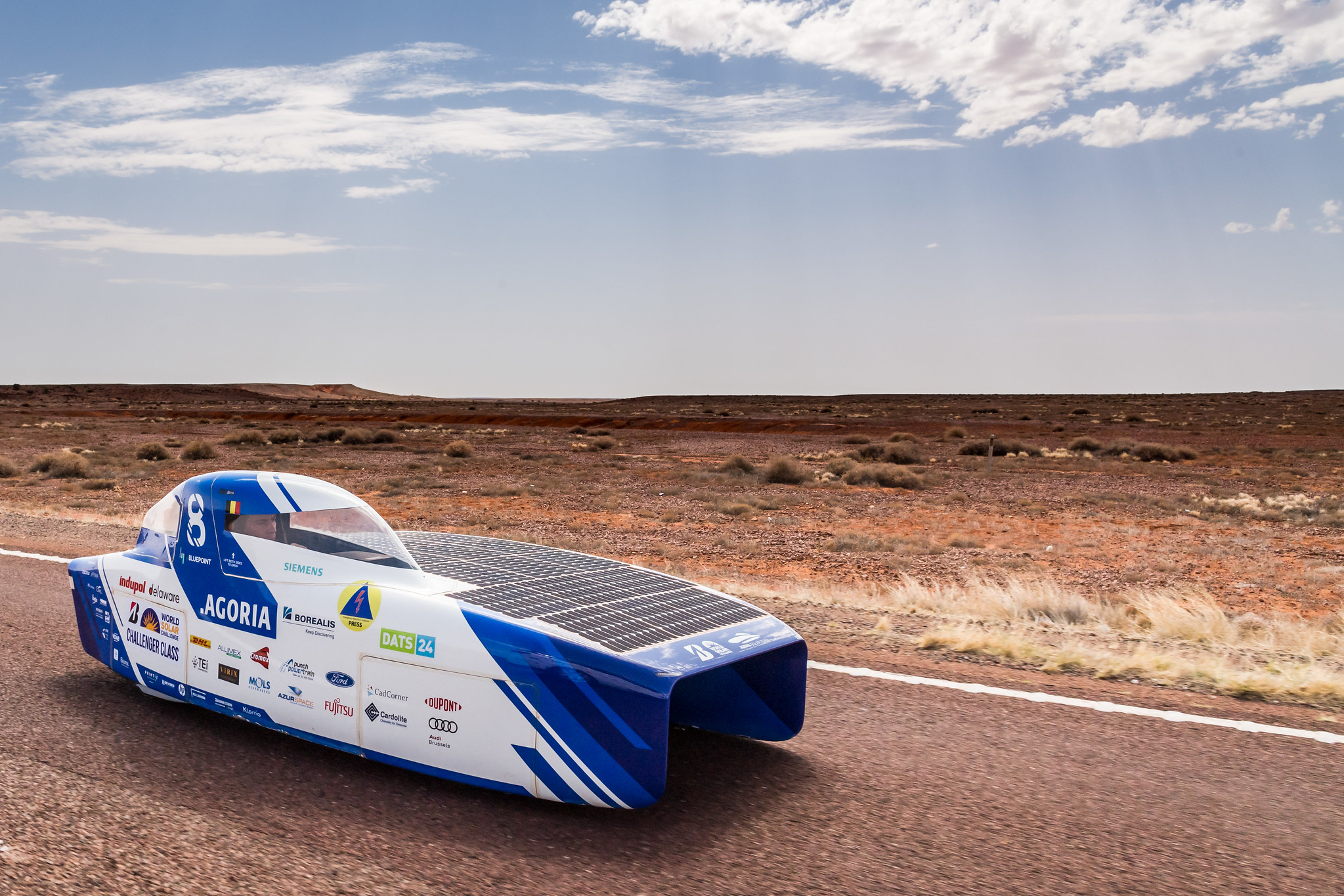
Met de BluePoint heeft het team zowel het Europees als het wereldkampioenschap gewonnen.

- In 2019 won het team zijn eerste wereldtitel met de BluePoint.
- In 2023 met de Infinite, gefinisht op de 1e plaats.

### European Solar Challenge
Om de twee jaar vindt ook de European Solar Challenge plaats op het Circuit van Zolder. Bij deze race nemen de nieuwe teams deel met de wagen van een van de voorgaande teams. In 2014 werd het team derde met de Indupol One. In 2016 werd het team tweede met de Indupol One. In 2018 nam het team voor de derde keer deel, met de Punch One en werd zesde. In 2020 won het team voor de eerste keer de Europese titel met de BluePoint. In deze editie heeft de BluePoint ook het record gebroken van aantal gereden kilometers in 24 uur door maar liefst 1411km te rijden. In 2021 werd het team nogmaals Europees kampioen met de BluePoint.

### Abu Dhabi Solar Challenge
Tijdens de Abu Dhabi Solar Challenge van 2015 eindigde het Solar Team met de Indupol One op de 3e plaats, na de Amerikanen van het Michigan Solar Car Team en het lokale team (PI). De Indupol One kwam als eerste vierwieler over de meet. Naast de 3de plaats won het team ook nog de Marketing Award voor de communicatie via social media.

### Carrera Solar Atacama
Voor de eerste keer in de geschiedenis van het Solar Team, nam het team in oktober 2018 deel aan de Carrera Solar Atacama. Deze race, dwars door de Atacama (woestijn) in Chili, staat bekend als de meest intense race voor zonnewagens, vanwege de droogte, de hoogteverschillen en de hoge concentratie aan zonnestraling.
Het team reed na vijf dagen als eerste over de finish en nam de trofee voor eerste plaats mee naar huis, maar ook de Spirit of The Event-award.

### Solar Challenge Morocco
In oktober 2021 nam het team voor het eerst deel aan de Solar Challenge Morocco.  Deze race, dwars door de Marokkaanse Sahara, werd dat jaar georganiseerd op initiatief van verschillende Europese solarteams nadat de World Solar Challenge 2021 werd afgelast vanwege  de Covid-19 pandemie.
Het team reed na vijf dagen als eerste over de streep van de laatste etappe en eindigde zo tweede in het klassement, na een kat-en-muisspel met het team uit Twente in de voorgaande etappes. De SCM21 was een ongeziene uitdaging voor de teams, die hun zonnewagen hadden gebouwd voor de vlaktes in Australië maar er nu langsheen de voet van het Atlasgebergte en door drukke Marokkaanse dorpen moesten navigeren. Een zandstorm en een voedselvergiftiging stelde de teams extra hard op de proef.

### Wereldrecord "meeste aantal kilometers gereden met een zonnewagen in 12 uur tijd"
Op 12 juni 2022 verbeterde het team met de BluePoint Atlas het wereldrecord 'meeste aantal kilometers gereden met een zonnewagen in 12 uur tijd.' De BluePoint Atlas reed, na keuring volgens de regelgeving van de iLumen European Solar Challenge, 1051 kilometer en 600 meter tussen 7u31 en 19u31. Daarmee versloegen de Belgen het Nederlandse team uit Delft, dat het voormalige record achter hun naam had staan.

### South African Solar Challenge
Bij haar eerste deelname aan de Sasol Solar Challenge in september 2022 werd het Belgische Solar Team tweede. Langsheen de route tussen Johannesburg en Kaapstad streden het team uit Delft en het Leuvense team voortdurend om de koppositie. België startte uiteindelijk met 10 kilometer achterstand aan de laatste etappe, maar de Bluepoint Atlas kampte met schade aan het zonnepaneel en een probleem met de batterij waardoor ze de Nederlandse zonnewagen niet meer kon inhalen. Het team eindigde zo na de 8 dagen lange wedstrijd met 4189,9 kilometer op de teller. Dat resulteerde in een tweede plaats, met slechts 38,3 kilometer achterstand op de koppositie. Naast het zilver namen de Leuvense studenten ook de African Spirit Award mee naar huis, samen met de award voor meeste afstand afgelegd in één etappe: 609,4 kilometer.

## Voorgaande zonnewagens

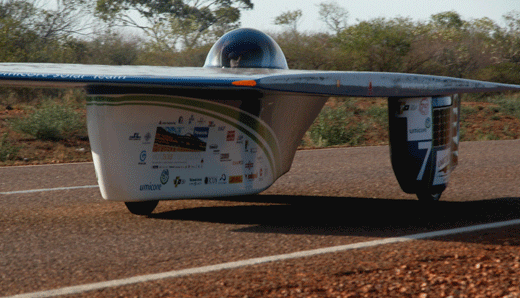
Umicar I
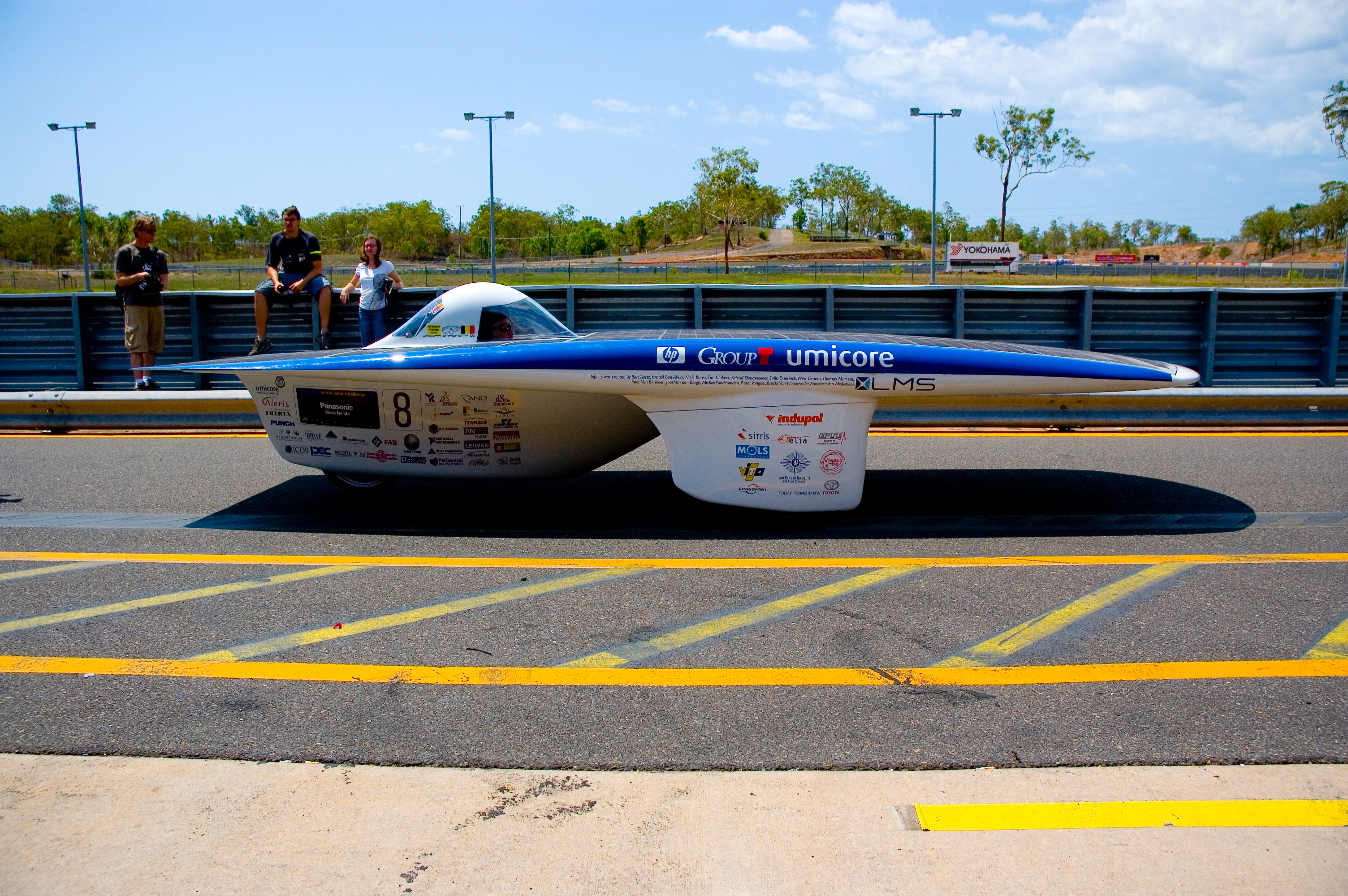
Umicar Infinity
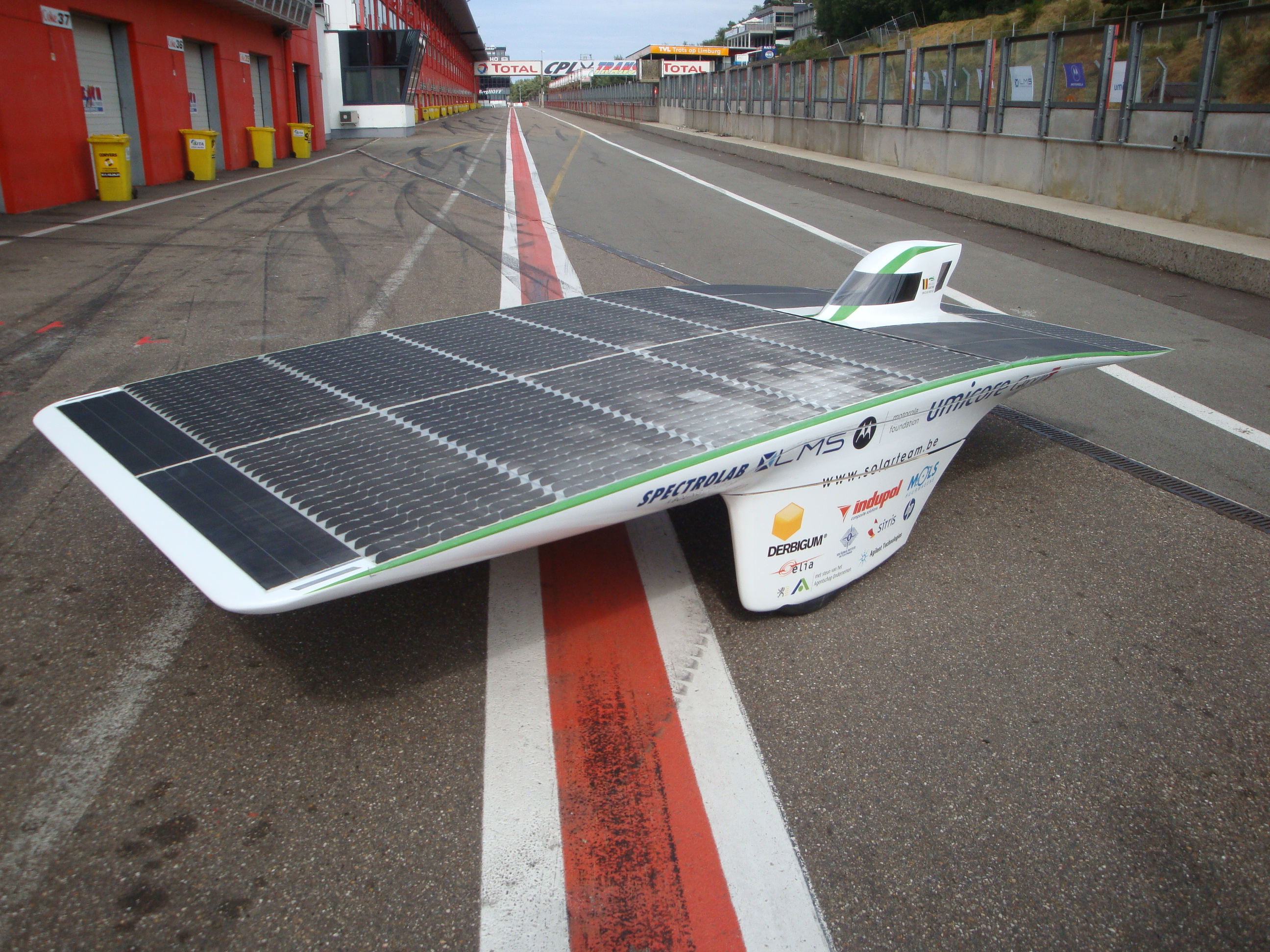
Umicar Inspire
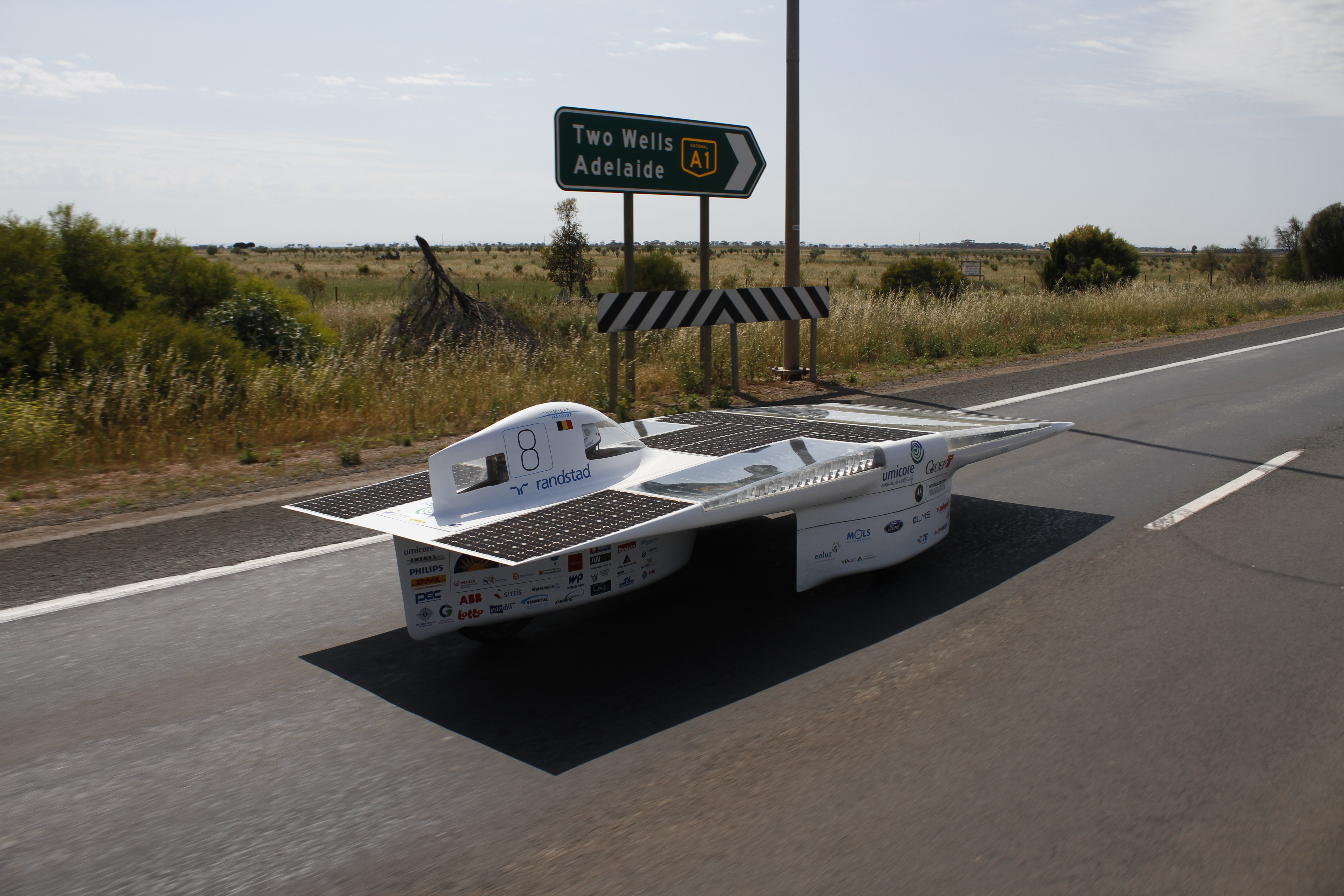
Umicar Imagine
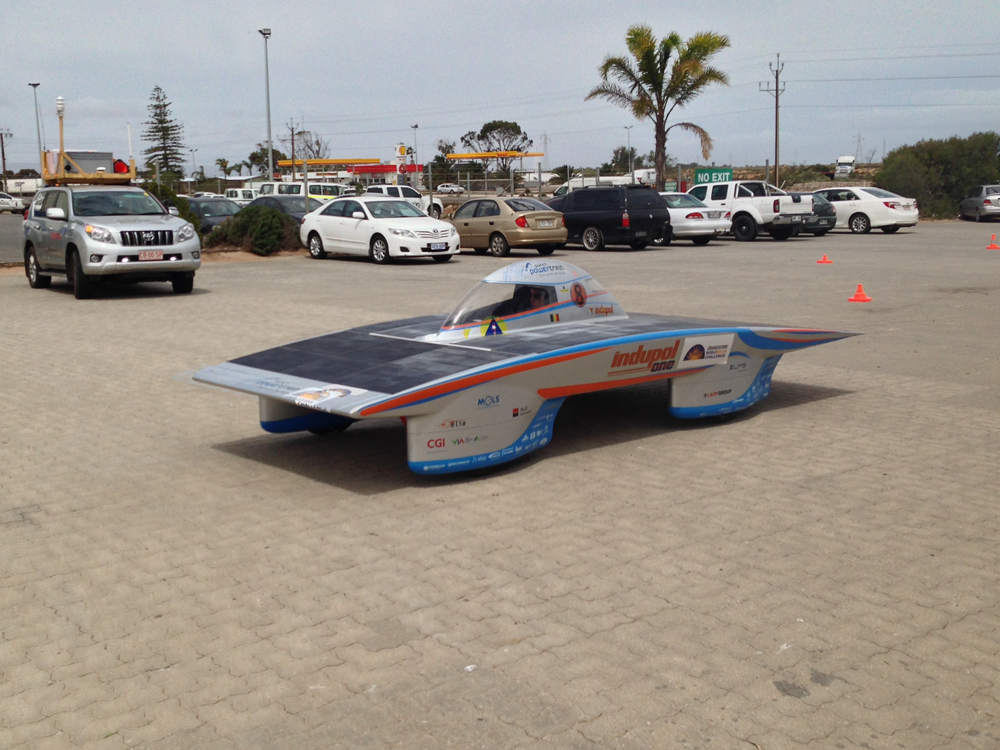
Indupol One
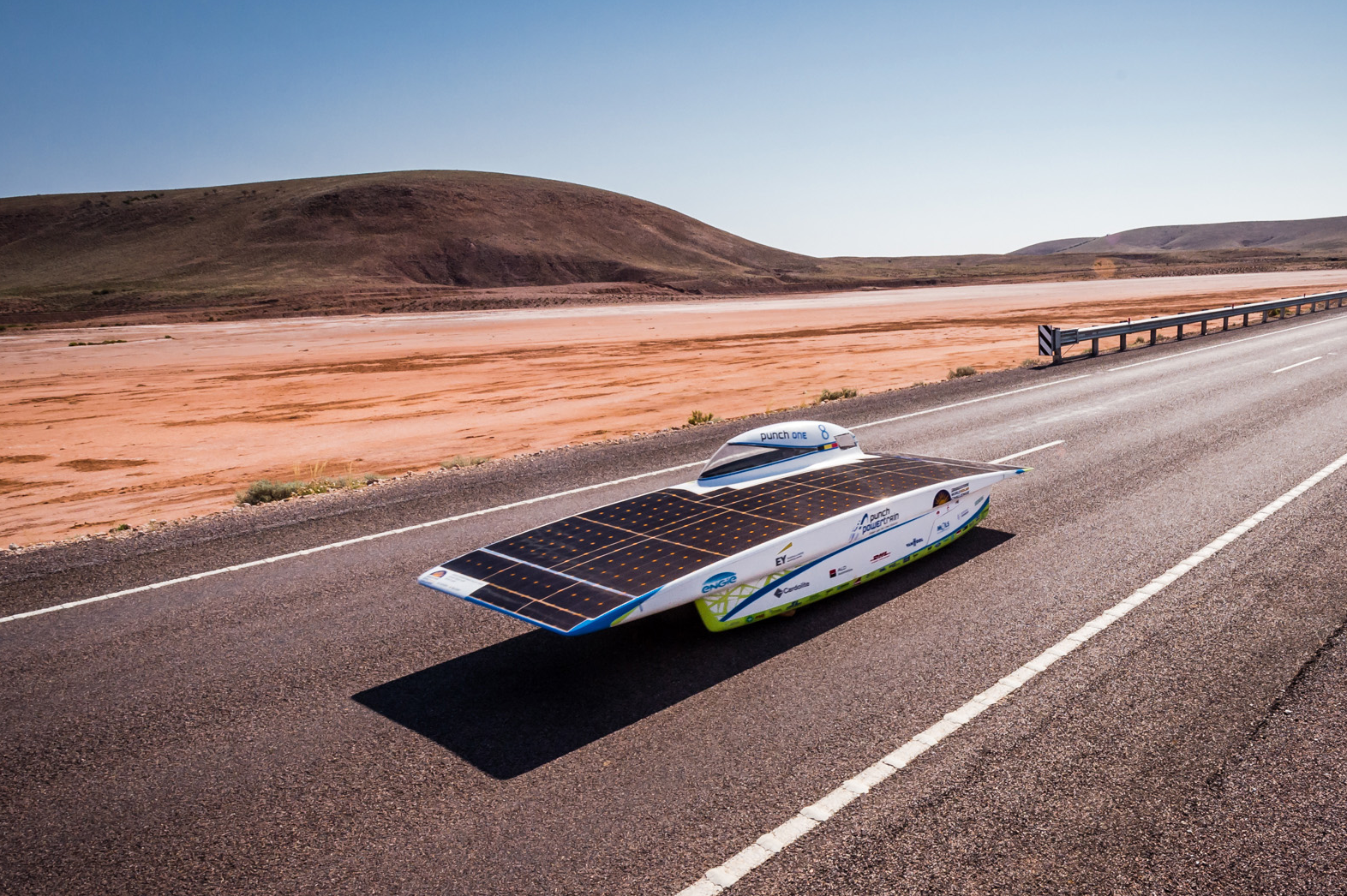
Punch One
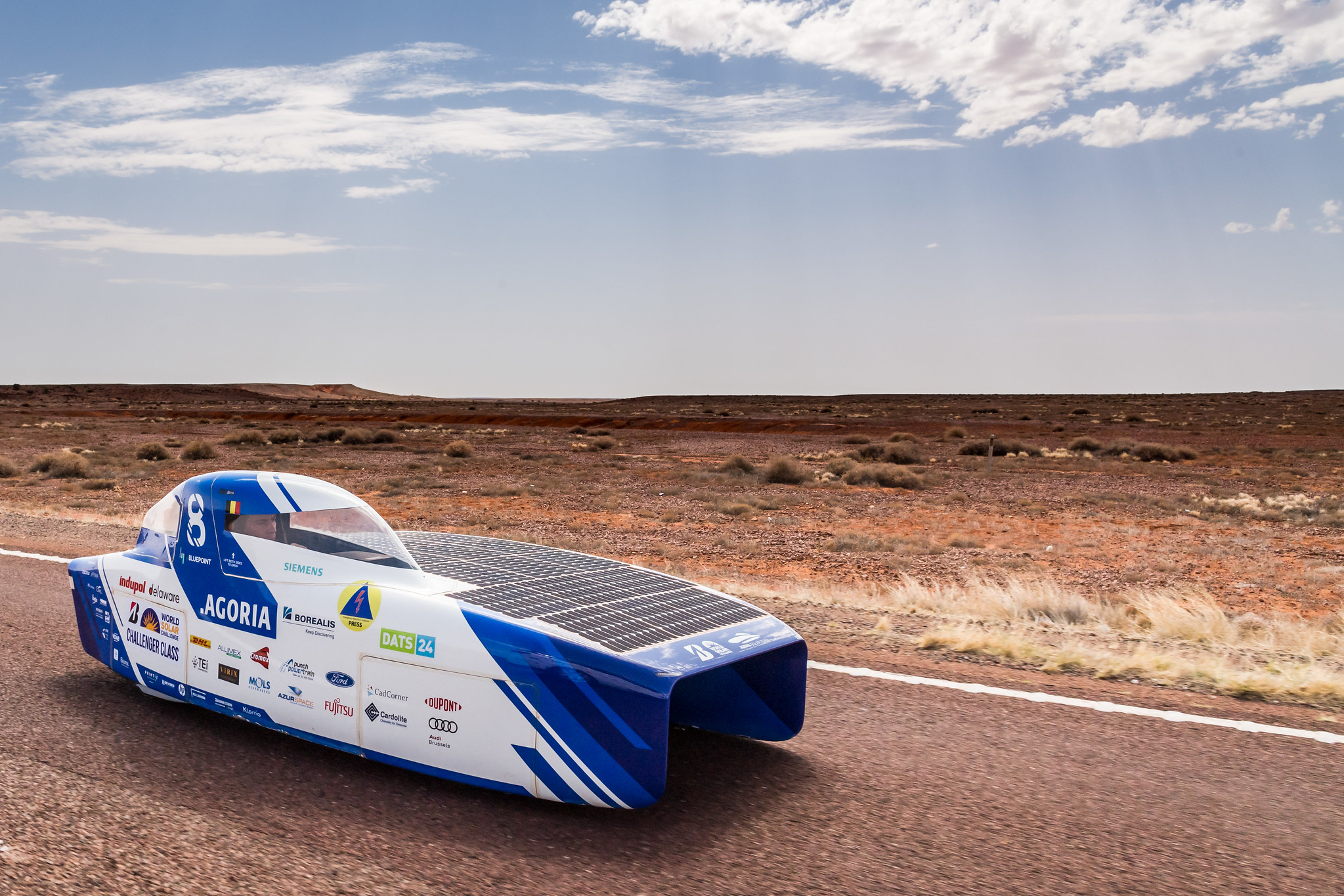
BluePoint